# Heinrich Grünfeld
Heinrich Grünfeld (ur. 21 kwietnia 1855 w Pradze, zm. 26 sierpnia 1931 w Berlinie) – niemiecki wiolonczelista.

## Życiorys
Brat pianisty Alfreda Grünfelda. Uczył się w Konserwatorium Praskim u Františka Hegenbartha oraz w Neue Akademie der Tonkunst w Berlinie u Theodora Kullaka. W latach 1876–1884 był wykładowcą Neue Akademie der Tonkunst. Koncertował w Europie i Stanach Zjednoczonych, występując m.in. wspólnie z bratem, Xaverem Scharwenką, Émile’em Sauretem i Maxem von Pauerem. Opracował liczne transkrypcje na wiolonczelę. Opublikował swoje wspomnienia In Dur und Moll (Berlin 1924).